# Peromyscus attwateri
Peromyscus attwateri es una especie de roedor de la familia Cricetidae.

## Distribución geográfica
Se encuentra en Georgia, New York, Misuri, Texas y Texas en los Estados Unidos.